# Warrap (stato)
Il Warrap (in arabo واراب‎?, Wārrāb) è uno dei dieci stati del Sudan del Sud. La capitale è Kuacjok e, in precedenza era Warrap. 
Copre una superficie di 45.567 km quadrati e nel 2010 aveva una popolazione di 1.044.217 abitanti. Originario della zona è il gruppo etnico dei Rek, facente parte della più grande tribù dei Dinca.

## Suddivisioni amministrative
Lo stato è suddiviso in 7 contee:
- Gogrial Est;
- Gogrial Ovest;
- Tonj Sud;
- Tonj Nord;
- Tonj Est;
- Twic;
- Twic Ovest.

Abyei era considerata come una sua provincia, ma giuridicamente apparteneva ael Kordofan meridionale. Le città principali erano quelle di Gogrial, Kuacjok, Tonj e Thiet.